# Euthlastoblatta notabilis
Euthlastoblatta notabilis är en kackerlacksart som först beskrevs av Gurney 1937.  Euthlastoblatta notabilis ingår i släktet Euthlastoblatta och familjen småkackerlackor. Inga underarter finns listade i Catalogue of Life.